# La pazienza del ragno
La pazienza del ragno è un romanzo di Andrea Camilleri, pubblicato nel 2004, dalla casa editrice Sellerio
«Stavo scrivendo un racconto, intitolato, appunto, "La pazienza del ragno", che si attaccava esattamente nel momento in cui Montalbano veniva ricoverato in ospedale, nel "Giro di boa". Questo racconto cominciava a starmi stretto, e allora lo portai a termine come romanzo. Non ci saranno cadaveri, annuncio, ma ci sarà la continuazione della crisi di Montalbano». (Andrea Camilleri, da un'intervista del 6 aprile 2004 a La Repubblica - ed. di Palermo)
Un romanzo che è un giallo ma dove non ci sono assassini e vittime se non personaggi assassini e vittime essi di sé stessi.
Dal romanzo è stato tratto un film TV, trasmesso dalla RAI nel 2006 con protagonista Luca Zingaretti nella parte di Salvo Montalbano.

## Trama
(Andrea Camilleri Ibidem)
È un Montalbano convalescente ma ancora ferito nel corpo e nell'animo quello, che Livia, sua perenne fidanzata, sta assistendo amorosamente. 
Egli vorrebbe che questa sua profonda melanconia fosse dovuta all'esperienza del ricovero in ospedale durante il quale, più che della ferita, ha avuto paura che gli venisse accertato di aver subito, nel corso della sua precedente indagine, un serio infarto, che invece si rivelerà essere stato inesistente. 
Dentro di sé sa che invece tutto va riportato al sentimento di una vecchiaia che avanza. 
Sembra essere giunto per lui il momento dei consuntivi di una vita spesa al servizio di una Giustizia in cui comincia a non credere più. 
Nella sua infermità fisica e morale si rende conto che quei criminali che egli ha così ben contribuito a far arrestare, in fondo sono povere vittime anch'esse di una disgraziata umanità. È questo che gli ha rimproverato Livia, che lo conosce bene, di aver deciso lui se chi aveva trasgredito la legge andasse perseguito o meno, di essersi sostituito al giudice assolvendo chi andava punito secondo la giustizia dello Stato.
La sua valvola di salvezza ora per uscire dai pensieri tinti (cattivi) è dedicarsi al suo lavoro. L'occasione gli si presenta quando, ancora in convalescenza in casa, gli arriva la solita telefonata di Catarella, il piantone al centralino del commissariato, che lo avverte, nel suo modo strampalato di esprimersi, che è stato sequestrato un motorino. Montalbano non capisce perché lo disturbino per una sciocchezza del genere ma chiamando al telefono cellulare l'ispettore Fazio questi gli chiarisce che non è il motorino a essere stato sequestrato ma la ragazza che lo guidava, una bella studentessa universitaria di Vigàta, Susanna Mistretta. Il padre della ragazza ha subito denunciato il rapimento, che invece non convince Montalbano. 
Arrivano alla casa della famiglia della rapita telefonate anonime e una foto della ragazza sequestrata, ma il commissario sente che la realtà è diversa. Proprio dall'analisi della foto Montalbano troverà il filo della tela del ragno che è stata intessuta con pazienza e crudeltà…

## Edizioni
- Andrea Camilleri, La pazienza del ragno, Seconda ed., collana La memoria, Sellerio, 2004,  pp. 255, cap. 17, ISBN 88-389-1998-4.